# Réserve faunique Ashuapmushuan
Pour les articles homonymes, voir Ashuapmushuan (homonymie).
La réserve faunique Ashuapmushuan (de Ashuapmushuan, terme montagnais signifiant là où on observe l'orignal) est une réserve faunique du Québec du réseau de la SÉPAQ située sur le bassin versant de la rivière Ashuapmushuan. Elle est principalement située dans la région du Saguenay-Lac-Saint-Jean, entre la municipalité de La Doré et la ville de Chibougamau, et couvre une superficie de 4 488 km2.
Cette région fut d'abord fréquentée par les Montagnais qui y pratiquèrent la traite des fourrures. À l'arrivée des Européens sur le territoire, plusieurs Postes du Roi sont installés près des lacs Ashuapmushuan et Nicabau.

## Accès

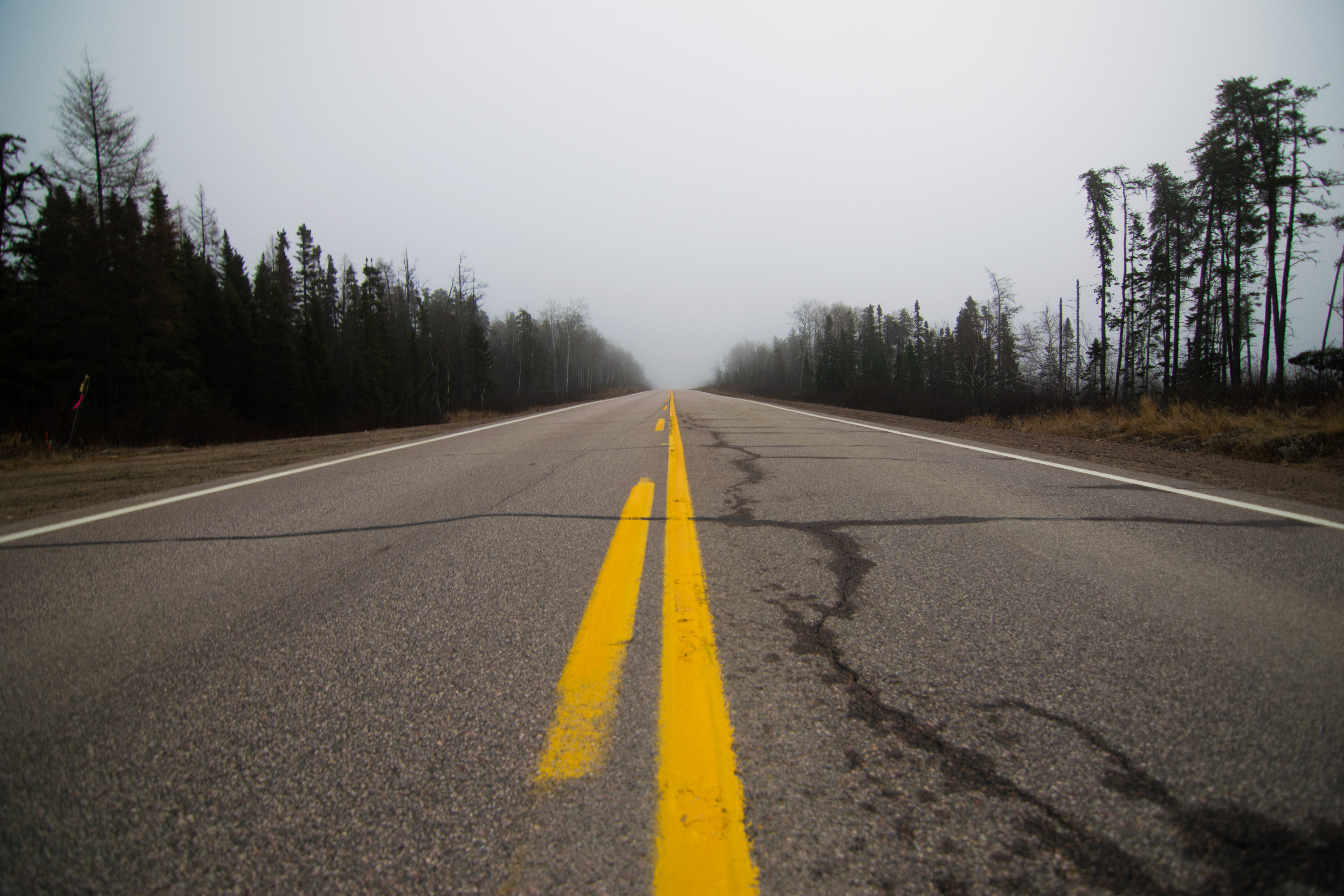
La route 167 dans la réserve faunique Ashuapmushuan en novembre 2016

La réserve faunique Ashuapmushuan est située dans la région du Saguenay–Lac-Saint-Jean entre La Doré et Chibougamau, à 325 kilomètres au nord de la ville de Québec. Elle est traversée par la route 167. Cette route permet d'accéder au poste d'accueil Sud et au poste d'accueil Chigoubiche, respectivement situés aux kilomètres 33 et 113.

## Territoire

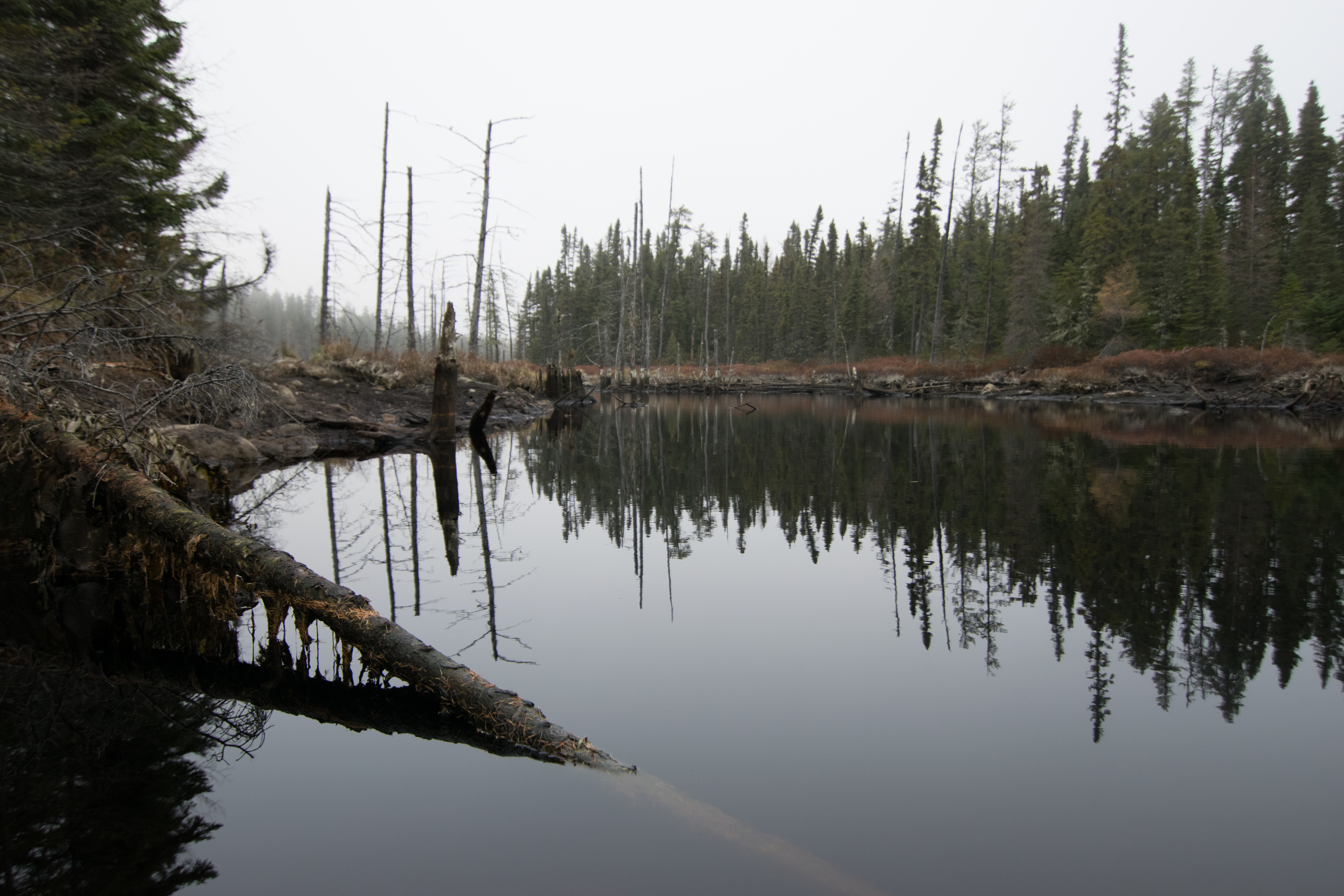
Un étang dans la réserve faunique Ashuapmushuan

La superficie de la réserve est de 4 487 kilomètres carrés. Le territoire est couvert au sud par une sapinière avec feuillus qui se convertit progressivement au nord par une forêt d'épinettes noires et de pins gris. La réserve comprend quelque 1200 lacs, ainsi que de nombreux ruisseaux et rivières.
L'industrie forestière exploite la forêt de la réserve faunique Ashuapmushuan dans le cadre de contrats d'approvisionnement et d'aménagement forestier (CAAF) accordés par le ministère des Ressources naturelles.

## Faune
La faune terrestre est constituée principalement d'orignaux, d'ours noirs, de loups, de renards, de lièvres d'Amérique et de lynx. De ce qui est de la faune aquatique, celle-ci est composée d'ombles de fontaine (truites mouchetées), de touladis (truites grises), de dorés jaunes, de brochets du nord ainsi que de corégones. La faune ailée rassemble la gélinotte huppée et le tétras du Canada.

## Activités et installations
La réserve faunique compte onze chalets situés sur le bord du lac Chigoubiche, pour fin de location aux plaisanciers. Certains de ces chalets peuvent accueillir 2 à 3 personnes et dans le même secteur, 7 chalets sont tout équipés pour accueillir de 4 à 6 personnes. Par ailleurs, la halte des Draveurs, située au kilomètre 48, compte 4 chalets rustique munis d'un équipement plus basique.
Sur le bord du lac Dufferin, situé un peu plus au sud, il y a un seul chalet pour 6 personnes. Plus près de la route 167 (Québec), une ancienne bâtisse de gardien est disponible pour des groupes jusqu'à 8 personnes. Tous les chalets de la Réserve faunique sont munis d'équipement au propane. L'eau est non potable partout dans la réserve. La Réserve faunique met en été à la disposition des vacanciers des chaloupes et des kayaks.
La réserve accueille de nombreux pêcheurs, notamment pour le doré jaune, le brochet, et l'omble de fontaine (truite mouchetée), mais aussi le corégone et le touladi (truite grise). Certains forfaits de chasse à l'ours noir, à l'orignal et au petit gibier (gélinotte huppée, tétras du Canada et lièvre d'Amérique) sont aussi disponibles.